# Gândirea
Gândirea (pol. myśl, myślenie) – rumuński dwutygodnik kulturalny i literacki wydawany w latach 1921–22 w Klużu oraz, w latach 1922–44 w Bukareszcie. 
Redakcję pisma stanowili m.in. Cezar Petrescu, Lucian Blaga, Gib Mihăiescu, a w 1923 roku dołączył poeta Nichifor Crainic, który po 1928 roku zaczął kierować pismem. Crainic przedstawił na łamach pisma założenia programowe ortodoxismu i gândirismu, które to kierunki były jedną z podstaw faszyzmu rumuńskiego.
Od tytułu czasopisma pochodzi także nazwa profaszystowskiego ugrupowania działającego w Rumunii w latach 30. i 40. XX wieku.